# Black & White Cooperation
Die Black & White Cooperation ist eine deutsch-amerikanische Jazzband. Der Name erstand aus der Tatsache heraus, dass die Band aus zwei schwarzen und zwei weißen Musikern besteht.

## Stil
Die Black & White Cooperation spielt durchweg eigene Kompositionen, dabei reicht das Spektrum der Band von Balladen über südamerikanische Musik, Blues und Funk bis hin zu Fusion. Die Band nennt ihren Musikstil selbst Jazzgroove, dessen Grundlagen der Groove und die Melodie sind.
Als die Band 1991 von Anke Schimpf und Tom Nicholas gegründet wurde, suchten die beiden zunächst nach Gleichgesinnten. Nicholas spielte zuvor u. a. mit Ornette Coleman und Kenny Burrell. Im Jahr 1996 stieß der Bassist Christoph Paulssen dazu und 2001 der Pianist Georg Göb.
Göb, studierter Musikpädagoge und Musikwissenschaftler, arbeitete als erfahrener (Studio-)Musiker u. a. bereits mit Suzi Quatro, Helen Schneider und Götz Alsmann zusammen.

## Diskografie
- 2003 – musics
- 2009 – synergies
- 2013 – change to